# Demonax vilis
Demonax vilis là một loài bọ cánh cứng trong họ Cerambycidae.